# Alexander Lobanov
Alexander Lobanov (tiếng Nga: Александр Лобанов; sinh ngày 4 tháng 1 năm 1986 ở Tashkent) là một thủ môn bóng đá người Uzbekistan gốc Nga thi đấu cho Pakhtakor ở Giải bóng đá vô địch quốc gia Uzbekistan.

## Sự nghiệp
Anh bắt đầu sự nghiệp thi đấu tại Sogdiana Jizzakh năm 2005. Năm 2007, anh chuyển đến câu lạc bộ Kazakhstan Kaisar. Lobanov gia nhập Pakhtakor Tashkent năm 2012 và ký hợp đồng 3 năm. Trước đó anh từng thi đấu cho Jaykhun Nukus. Lobanov trở thành thủ môn chính của Pakhtakor năm 2012.

### Persepolis
Vào tháng 1 năm 2016 Lobanov ký hợp đồng 6 tháng với đội bóng tại Giải bóng đá vô địch quốc gia Iran Persepolis. Anh mang áo số 55, có trận đấu giữ sạch lưới đầu tiên cho Persepolis vào ngày 12 tháng 2 năm 2016 trong chiến thắng 1–0 trước Foolad.

## Quốc tế
Mặc dù Lobanov nhiều lần được triệu tập vào Uzbekistan, anh có màn ra mắt chính thức cho đội tuyển quốc gia ngày 3 tháng 9 năm 2015 tại vòng loại giải vô địch bóng đá thế giới 2018 trước Yemen trong đội hình xuất phát.

## Thống kê

### Thống kê sự nghiệp câu lạc bộ
Tính đến 21 tháng 11 năm 2015.
| Câu lạc bộ          | Mùa giải            | Giải vô địch        | Giải vô địch | Giải vô địch | Cúp     | Cúp  | Châu lục | Châu lục | Tổng    | Tổng |
| Câu lạc bộ          | Mùa giải            | Hạng đấu            | Số trận      | C.S.         | Số trận | C.S. | Số trận  | C.S.     | Số trận | C.S. |
| ------------------- | ------------------- | ------------------- | ------------ | ------------ | ------- | ---- | -------- | -------- | ------- | ---- |
| Pakhtakor           | 2012                | Uzbek League        | 19           | 13           | 5       | 0    | 1        | 0        | 25      | 13   |
| Pakhtakor           | 2013                | Uzbek League        | 25           | 10           | 4       | 2    | 5        | 2        | 34      | 14   |
| Pakhtakor           | 2014                | Uzbek League        | 26           | 14           | 5       | 2    | –        | –        | 31      | 16   |
| Pakhtakor           | 2015                | Uzbek League        | 30           | 13           | 4       | 2    | 6        | 0        | 41      | 15   |
| Uzbekistan Tổng     | Uzbekistan Tổng     | Uzbekistan Tổng     | 100          | 50           | 18      | 6    | 12       | 2        | 131     | 58   |
| Persepolis          | 2015–16             | PGPL                | 2            | 0            | 0       | 0    | –        | –        | 0       | 0    |
| Tổng cộng sự nghiệp | Tổng cộng sự nghiệp | Tổng cộng sự nghiệp | 102          | 50           | 18      | 6    | 12       | 2        | 131     | 58   |

1. ↑  Bao gồm Cúp bóng đá Uzbekistan và Hazfi Cup
2. ↑  Bao gồm ACL
3. ↑  Bao gồm one appearance ở Siêu cúp bóng đá Uzbekistan

## Danh hiệu

### Câu lạc bộ
- Giải bóng đá vô địch quốc gia Uzbekistan (3): 2012, 2014, 2015

Persepolis
- Giải bóng đá vô địch quốc gia Iran Á quân: 2015–16